# Club Deportivo Amaikak Bat
El Club Deportivo Amaikak Bat es un club deportivo y cultural de la ciudad de San Sebastián en el País Vasco (España), de cuya historia es destacable su labor como uno de los clubes pioneros del balonmano a nivel nacional. Su principal actividad actual es la de sociedad gastronómica y que en 2007 celebró el centenario de su fundación.
No hay que confundir a esta sociedad con el club homónimo Amaikak Bat Futbol Taldea de la localidad guipuzcoana de Deva. Este solo comparte nombre con el club donostiarra.

## Fundación
Fue fundado el 31 de julio de 1907 por un grupo de once amigos aficionados al deporte y que cayeron en la cuenta de que eran los necesarios para formar un equipo de fútbol. Así que decidieron fundar un club para la práctica del fútbol y llamarlo Amaikak Bat (el nombre del club significa en lengua vasca "los once (hacen) uno"). Entre ellos estaban Urbano Aguirre, Alberto Elizalde, Luis Zubillaga, José María Agote, Paquito Sesé, Eduardo Salegui, Néstor Anabitarte, José Arruti, Emeterio García o Sebastián Silvety, futuro entrenador de la Real Sociedad.
En su origen se fue ubicando en diferentes partes de la ciudad, hasta que en 1932 encontró acomodo definitivo en la Parte Vieja de la ciudad. 
El Amaikak-Bat ha sido un club multidisciplinar, que ha contado a lo largo de su historia con secciones de fútbol, atletismo, natación, pelota vasca, hockey, balonmano, montañismo y remo entre otras. Las secciones fueron creándose y desapareciendo a lo largo de su historia según las diferentes circunstancias que vivía el club.

## Fútbol
Originalmente el Amaikak Bat fue un equipo de fútbol. Por sus filas pasaron algunas figuras de relumbrón como el gran portero Agustín Eizaguirre, que jugó en las filas del Amaikak Bat antes de fichar por la Real Sociedad
o el internacional Martín Marculeta, que jugó también en los inicios de su carrera con el Amaikak Bat. Sin embargo, el Amaikak Bat nunca llegó a trascender del fútbol local guipuzcoano ni llegó nunca a participar en ninguna competición a nivel nacional.

## Remo
La sección de remo fue una de las más destacadas del club antes de la guerra civil española. El club donostiarra fue el encargado de representar a la ciudad en la prestigiosa Bandera de la Concha de traineras durante los años 30. En 1932 su trainera quedó en segundo lugar por detrás de San Pedro, y también fue segunda en 1940, tras ganar la segunda jornada. Fue 3.ª en 1933, 4.ª en 1934 y 5.ª en 1935.

## Balonmano
El Amaikak Bat fue uno de los equipos pioneros del balonmano en España. Durante 20 años (1943-1963) tuvo una sección de balonmano activa, que participó con bastante éxito en las más importantes competiciones nacionales. Hay que decir que por aquel entonces el balonmano era un deporte completamente amateur y carecía de la trascendencia que tendría en décadas posteriores.
El Amaikak Bat llegó a ser subcampeón del Campeonato de España de balonmano a once en dos ocasiones (1943 y 1955). En la edición de 1943, que fue la del estreno de la propia sección de balonmano del Amaikak Bat, perdió la final ante otro equipo guipuzcoano, el San Fernando. En 1955 quedó subcampeón ante la sección de balonmano del Real Madrid, aunque para aquel entonces el balonmano a once estaba en decadencia y ese torneo no figura en el palmarés de la Federación Española de Balonmano.
También participó en las primeras competiciones de balonmano a siete. Compitió durante 7 temporadas en las máximas categoría de la Liga Nacional de balonmano: Primera División Nacional y Liga de Honor (antecedentes de la actual Liga ASOBAL). El Amaikak Bat obtuvo el subcampeonato en la edición de 1955-56 y el 4.º puesto en la de 1959-60. 
Entre sus jugadores cabe destacar al hernaniarra Agustín Adarraga y al donostiarra Juan José Igea que llegaron a ser internacionales.
En 1963 se disolvió la sección de balonmano del club.

## Hockey
La sección de hockey sobre hierba del Amaikak Bat se creó durante los años de posguerra después de la guerra civil española. 
En 1946 el Amaikak Bat, vigente campeón de Guipúzcoa se clasificó para disputar la fase final en Madrid del Campeonato de España de hockey sobre hierba. Tras sendos empates con las secciones de hockey del FC Barcelona y el At.Aviación, el Amaikak Bat quedaría fuera de la final, en la que se impondría el CD Terrassa. El Amaikak Bat se hizo con el tercer puesto por incomparecencia de su rival en la final de consolación.
Por la misma época se creó también una sección de hockey sobre patines.
Con posterioridad el surgimiento de otros clubes como el Real Club de Tenis, Gaviria o Atlético San Sebastián relegaría al Amaikak Bat a un segundo plano en el hockey donostiarra.

## Actualidad
Con el paso de los años, al irse creando nuevos clubes estrictamente deportivos en la ciudad, estos irían tomando el relevo de Amaikak-Bat en las actividades deportivas. A medida que sus socios-deportistas iban haciéndose mayores, fueron desapareciendo las diferentes secciones deportivas al no encontrar relevo. Finalmente, el club acabó por reconvertirse en una sociedad gastronómica al uso como otras tantas decenas que pueblan la ciudad.
Actualmente tiene algo más de 180 socios. Con motivo de su centenario sacaron por primera vez una comparsa en la Tamborrada en 2007 , editaron un libro conmemorativo y realizaron algunos festejos.
Su sede se encuentra en la calle Treinta y Uno de agosto de la Parte Vieja de la ciudad.

## Enlaces
- Noticias de Gipuzkoa: Amaikak Bat celebra su centenario con la edición de un libro sobre su historia
- Noticias de Gipuzkoa: Amaikak Bat, un siglo koshkero
- Web Sociedades Gastronómicas: historia del Amaikak Bat

- Datos: Q8347046